# Temnothorax subtilis
Temnothorax subtilis  (лат.) — вид мелких по размеру муравьёв трибы Formicoxenini из подсемейства мирмицины семейства Formicidae.

## Распространение
Греция (остров Крит) и Турция.

## Описание
Мелкие желтоватые муравьи (2—3 мм; длина головы от 0,499 до 0,628 мм). Отличается относительно короткими шипиками заднегруди, светлой окраской, гладкой верхней частью головы. Усики 12-члениковые. Голова овально-удлинённая, грудь низкая и длинная, метанотальное вдавление развито, заднегрудь угловатая, с длинными проподеальными шипиками. Грудь и голова сверху со сглаженной скульптурой. Стебелёк между грудкой и брюшком состоит из двух члеников: петиолюса и постпетиолюса (последний чётко отделён от брюшка), жало развито. Включён в видовую группу Temnothorax nylanderi species-group, близок к видам T. angustifrons (от него отличается более широким лбом и укороченным скапусом усика), T. lucidus, T. similis. Вид был впервые описан в 2015 году американскими и немецким мирмекологами Sándor Csősz (Калифорнийская академия наук, Сан-Франциско, Калифорния, США), Jürgen Heinze (Регенсбургский университет, Регенсбург, Германия), István Mikó (Frost Entomological Museum, Университет штата Пенсильвания, Юниверсити-Парк, Пенсильвания, США).